# Caibi
Caibi là một đô thị thuộc bang Santa Catarina, Brasil. Đô thị này có diện tích 171,711 km², dân số năm 2007 là 6217 người, mật độ 32,4 người/km².